# Vocally Pimpin’
Vocally Pimpin’ – drugi album grupy hip-hopowej Above the Law. Został wydany w 1991 roku.

## Lista utworów
1. Playlude
2. Playin' Your Game (feat. Kokane)
3. Dose of the Mega Flex (feat. Dirty Red)
4. 4 the Funk of It
5. Wicked
6. Livin’ Like Hustlers (G-Mixx)
7. 4 the Funk of It (Radio Edit)
8. B.M.L. (Commercial)
9. 4 the Funk of It (Pimpsextramental)